# Михали (Рязанская область)
Михали — село в Спасском районе Рязанской области. Административный центр Михальского сельского поселения.

## География
Село расположено примерно в 12 км к северу от районного центра на берегу реки Кишня. Ближайшие населённые пункты — село Торчино к западу, деревня Хрипенки к востоку и деревня Желобова Слобода к югу.

## История
Село Михали, имеющее церкви во имя Архистратига Михаила и Николая Чудотворца, впервые упоминается в писцовых и межевых книгах Вельяминова-Воронцова за 1636 год. Существующая ныне каменная Архангельская церковь построена в начале XX века.
Усадьба основана во второй половине XVII века помещиком В.А. Белелюбским и далее находилась в его роде, в последней четверти XVIII века принадлежала братьям С.Ф. и А.Ф. Белелюбским. В середине XIX века переходит сыну Г.П. Ржевского уездному предводителю дворянства капитану М.Г. Ржевскому (ум. 1885), женатому на Е.С. Мартыновой (1813-1871).
Сохранились простой архитектуры деревянный на кирпичном фундаменте одноэтажный главный дом рубежа XIX-XX веков, церковь Михаила Архангела 1866 года, построенная вместо прежней деревянной, рядовые посадки тополя и березы.
В 1905 году село входило в состав Федотьевской волости Спасского уезда Рязанской губернии и имело 196 дворов при численности населения 1278 человек.

## Население
| 1859 | 1897  | 1906  | 2010 |
| ---- | ----- | ----- | ---- |
| 890  | ↗1161 | ↗1278 | ↘292 |

## Транспорт и связь
В селе Михали имеется одноимённое сельское отделение почтовой связи (индекс 391054).